# Scuola Media Carducci (Lucca)
La Scuola Secondaria di I Grado "Giosuè Carducci" è una scuola pubblica situata nel centro storico di Lucca, in Toscana. Fa parte dell'Istituto Comprensivo Lucca Centro Storico, che comprende anche scuole dell’infanzia e primarie interne alla cinta muraria cittadina.

## Storia
La scuola è stata fondata il 1º ottobre 1942 come *Regia Scuola Media di Piazza San Ponziano*, a seguito della riforma scolastica promossa dal ministro Giuseppe Bottai. Il primo preside fu il professor Emilio Pasquini, in carica fino al 1959. Il 22 novembre 1949, su proposta unanime del Collegio Docenti, la scuola fu intitolata al poeta e premio Nobel Giosuè Carducci. Ogni anno viene ancora oggi assegnata una borsa di studio in memoria di Pasquini.
Nel 2012 l’istituto si è unito al Primo Circolo Didattico di Lucca, formando l’attuale Istituto Comprensivo Lucca Centro Storico.

## Sede e complesso storico di San Ponziano
La scuola ha sede nell’antico Monastero di San Ponziano, situato nei pressi di Porta Elisa. Il monastero fu fondato nell’anno 790 sotto l’episcopato di Giovanni I e del diacono Jacopo, figli del latifondista longobardo Teutpert de Placule. Inizialmente dedicato ai santi Giacomo e Filippo, il complesso divenne oggetto di numerose donazioni grazie al patronato diretto della Santa Sede.
Agli inizi del IX secolo, fu aggiunta la dedicazione a San Ponziano, il cui corpo fu trasferito nel monastero insieme alla reliquia del sangue, precedentemente custodita nella basilica di San Frediano. I primi monaci furono benedettini, seguiti, verso la fine del X secolo, dai Benedettini Neri. Un privilegio imperiale di Ottone III testimoniò l’importanza dell’abbazia.
Nel 1099 la Contessa Matilde di Canossa donò un terreno per la costruzione di un ospizio per i poveri e i pellegrini della Via Francigena, favorendo lo sviluppo di nuovi luoghi di culto e la diffusione della devozione al Volto Santo.
Secondo lo studio *Ponziano Matilde* (2023), l’edificio conserva ancora:
- strutture voltate e chiostri originari,
- tracce di affreschi medievali,
- facciate sei-settecentesche,
- l’auditorium storico ancora utilizzato per concerti ed eventi.[2]

## Collegamento con l'Istituto Musicale Boccherini
Dal 1926 al 1994, l’antico monastero ha ospitato l’Istituto Musicale "Luigi Boccherini" sotto la direzione del compositore lucchese Gaetano Luporini. La sede era particolarmente adatta all’insegnamento musicale grazie alla qualità acustica naturale degli ambienti. Il nipote, Gaetano Giani Luporini, anch’egli compositore, fu successivamente direttore dell’Istituto.
Numerosi musicisti lucchesi frequentarono l’istituto durante la sua permanenza nel complesso di San Ponziano, tra cui:
- Michele Puccini
- Giacomo Puccini
- Alfredo Catalani
- Gaetano Luporini
- Gaetano Giani Luporini

## Offerta formativa
La scuola propone un percorso triennale della secondaria di primo grado (età 11–14 anni), con particolare attenzione a:
- autonomia nello studio e interazione sociale,
- competenze digitali e trasversali,
- orientamento scolastico e professionale,
- multilinguismo e cittadinanza europea.

### Indirizzo musicale
Dal 2006 è attivo l’indirizzo musicale con insegnamento di:
- Clarinetto
- Pianoforte
- Violino
- Violoncello

Le attività comprendono teoria musicale, pratica strumentale individuale e musica d’insieme. L’orchestra scolastica partecipa a concerti ed eventi istituzionali.

### Lingue straniere
- Inglese (obbligatoria)
- Seconda lingua comunitaria: francese, spagnolo o tedesco

Il Dipartimento Lingue promuove:
- progetti Erasmus+
- certificazioni linguistiche (Trinity, DELF, DELE, KET)
- teatro in lingua e attività CLIL

## Orario scolastico
- Dal lunedì al venerdì: 08:00 – 14:00
- Intervalli: 09:50–10:05 e 11:50–12:00
- Attività opzionali e corsi musicali nel pomeriggio

## Borse di studio
La Fondazione Istituto San Ponziano assegna annualmente borse di studio agli studenti meritevoli nelle discipline di italiano, matematica e inglese.